# Karabànikha
Karabànikha (en rus: Карабаниха) és un poble de l'óblast de Vladímir, a Rússia, segons el cens del 2010 tenia 3 habitants. Pertany al districte municipal de Iúriev-Polski.